# Einsprache
Die Einsprache ist das erstinstanzliche Rechtsmittel im schweizerischen Recht und entspricht grundsätzlich im übrigen deutschsprachigen Raum dem Einspruch. Idealtypisch wird die Einsprache von derjenigen Stelle beurteilt, welche bereits die angefochtene Verfügung erlassen hat (nicht devolutiv).

## Steuerrecht
Im schweizerischen Steuerrecht kann gegen die Steuerrechnung Einsprache erhoben werden. In der Steuerrechnung ist auf das Recht zur Einsprache und auf die Frist zur Erhebung hinzuweisen und die Behörde zu nennen, bei der das Rechtsmittel einzulegen ist. Wird keine Einsprache erhoben, erwächst die Steuerrechnung in Bestandskraft und kann nur noch geändert werden, wenn Revisionsgründe vorliegen.

## Verwaltungsrecht
Gegen behördliche Verfügungen ist in erster Instanz die Einsprache als Rechtsmittel vorgesehen. In der Verfügung ist auf die Möglichkeit der Einsprache und die Frist zur Erhebung hinzuweisen. Die Einsprache bewirkt, dass die erlassende Behörde ihre Entscheidung überprüft und neu entscheidet. Das Recht auf Einsprache findet sich sowohl im Bundesrecht als auch im kantonalen Recht. In vielen Fällen wird durch ein Bundesgesetz der Rahmen für das Einspracheverfahren festgelegt, das genaue Verfahren regeln kantonale Gesetze.

## Strafrecht
Im Militärstrafprozess können der Bestrafte und der Oberauditor innert zehn Tagen nach der Eröffnung gegen das Strafmandat beim Auditor schriftlich Einsprache erheben. Der Geschädigte kann Einsprache erheben, wenn das Strafmandat seine zivilrechtlichen Ansprüche betrifft oder sich auf deren Beurteilung auswirken kann (Artikel 122 Absatz 1 MStP).
Wird rechtzeitig Einsprache erhoben, findet das ordentliche Verfahren statt. Das Strafmandat ersetzt die Anklageschrift für das Verfahren vor Militärgericht (Artikel 122 Absatz 2 MStP). Die Einsprache im Militärstrafprozess ist somit gewissermassen devolutiv.
Wenn keine Einsprache erhoben oder diese zurückgezogen wird, wird das Strafmandat zu einem rechtskräftigen Urteil (Artikel 123 Absatz 1 MStP).